# Álvaro Torres Lagos
Álvaro Roberto Torres Lagos (San Miguel, Chile, 23 de noviembre de 1988) es un futbolista chileno, juega como mediocampista

## Trayectoria
Formado en las inferiores de Universidad de Chile, comenzó su carrera futbolística en el año 2008 jugando por Iberia, en el club azulgrana consiguió el tricampeonato en 2012, 2013 y 2013-14 de la Segunda División Profesional, sin embargo el equipo no logró ascender en las 2 primeras ocasiones. El 30 de marzo de 2014, Iberia logró el tricampeonato de la categoría y a diferencia de las 2 anteriores, esta vez si se logró el ansiado ascenso a la Primera B, luego de empatar sin goles como local ante Deportes Melipilla, en la fecha anterior derrotó como visita por 1-0 a Deportes Puerto Montt (equipo que escoltaba a Iberia en la tabla), con gol de Álvaro Torres en el primer tiempo, cuando parecía que el equipo "salmonero" se llevaba el título y el ascenso.
Tras 8 años en el cuadro angelino, no se le renovó el contrato al volante ofensivo y partió a Unión La Calera.
Después de su paso por Unión La Calera, se va a Coquimbo Unido.
Después de su paso por el cuadro ´´pirata´´, pasa a Independiente de Cauquenes. 
Actualmente juega en Huertos la Perla del fútbol amateur de Los Ángeles.

## Clubes
| Club                       | País  | Año       |
| -------------------------- | ----- | --------- |
| Iberia                     | Chile | 2008-2016 |
| Unión La Calera            | Chile | 2016-2017 |
| Coquimbo Unido             | Chile | 2017-2018 |
| Independiente de Cauquenes | Chile | 2018-2019 |
| Huertos La Perla           | Chile | 2019-Act. |

## Palmarés

### Campeonatos nacionales
| Título           | Club   | País  | Año     |
| ---------------- | ------ | ----- | ------- |
| Segunda División | Iberia | Chile | 2012    |
| Segunda División | Iberia | Chile | 2013-T  |
| Segunda División | Iberia | Chile | 2013-14 |